# Francisco Mignone
Francisco Mignone (São Paulo, 3 de setembro de 1897 — Rio de Janeiro, 19 de fevereiro de 1986) foi um pianista, regente e compositor erudito brasileiro.

## Biografia
Francisco Mignone nasceu em São Paulo em 3 de setembro de 1897. Seu pai, o flautista Alferio Mignone, imigrou da Itália para o Brasil no ano anterior. Desde a infância, Mignone recebeu formação musical, estudando flauta com o pai e piano com Silvio Motto. Aos 13 anos, já se apresentava como flautista e pianista em pequenas orquestras.
Em 1913, ingressou no Conservatório Dramático e Musical de São Paulo, onde teve como colega o escritor e musicólogo Mário de Andrade. Em 1917, formou-se em piano, flauta e composição, tendo sido aluno de Luigi Chiaffarelli e de Agostino Cantù.Durante esse período, participou de serenatas e compôs diversas peças populares, algumas das quais foram publicadas sob o pseudônimo de Chico Bororó. Também era presença frequente nas rodas de choro dos bairros do Brás, Bixiga e Barra Funda.

Em 1918, estreou como solista no Theatro Municipal do Rio de Janeiro interpretando o primeiro movimento do Concerto para piano, de Grieg, além de obras suas como o poema sinfônico Caramuru e a Suíte campestre. 

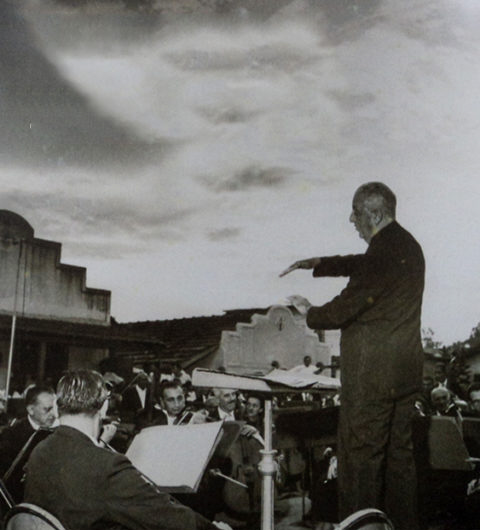
Mignone rege a Orquestra Sinfônica Nacional, em concerto público na favela do Jacarezinho, RJ, em 1962.

### Bolsista na Itália
Em 1920, agraciado com uma bolsa de estudos concedida pelo Pensionato Artístico do Estado de São Paulo, foi estudar em Milão com Vincenzo Ferroni e lá escreveu sua primeira ópera, O Contratador de Diamantes. A primeira audição da Congada, uma peça orquestral dessa ópera, deu-se sob a batuta de Richard Strauss com a Orquestra Filarmônica de Viena, no Rio de Janeiro.

### Carreira no Brasil

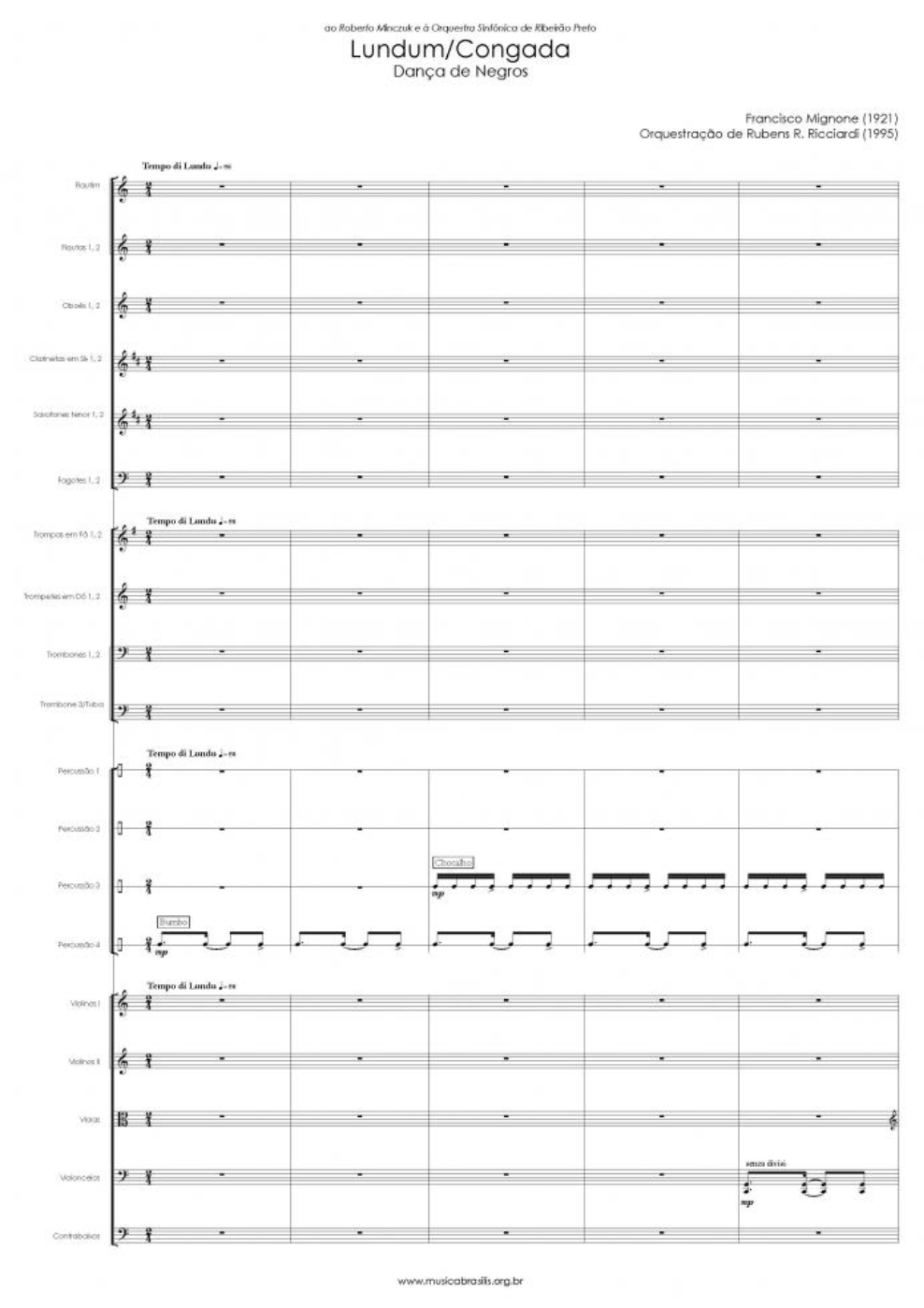
Lundum (Francisco Mignone) - 1a página. Partitura completa disponível em Portal Musica Brasilis.

Entre 1920 e 1930 compôs obras sob o pseudônimo de Chico Bororó que falam do universo rural e sertanejo. Era conhecido por tocar nas rodas de choro em bairros como o Brás, Bixiga e Barra Funda.
Em 1929, já de volta ao Brasil, iniciou um período de amizade e parceria com Mário de Andrade. Em colaboração com o escritor compôs algumas de suas principais obras como a suíte Festa das Igrejas e o bailado Maracatu do Chico Rei, além da Sinfonia do Trabalho.
Em 1934 mudou-se para o Rio de Janeiro, onde se tornou professor de regência no Instituto Nacional de Música. Em 1951, assumiu a diretoria do Theatro Municipal do Rio de Janeiro.
Esse período corresponde à sua fase nacionalista, que se estendeu até 1959, quando preferiu admitir o uso de qualquer processo de composição que lhe conferisse liberdade ao escrever a música. Sua obra musical inclui numerosas canções, obras para piano, óperas, balés, obras de cunho nacionalista. Dentre elas, de se citar a belíssima Valsa de Esquina nº. 2, em que se pode bem notar uma melodia executada com a mão esquerda no registro grave (contraponto), ao mesmo tempo que a melodia propriamente dita, executada pela mão direita no registro médio e agudo. Em 1950 apresentou as músicas do filme Modelo 19.
A partir da década de 1960, passa a compor também peças atonais e, com exceção de suas músicas sacras e obras para violão, manteve-se com essa orientação até a década de 1970, quando retomou a composição tonal e compôs outras duas óperas: O chalaça (1976) e O sargento de milícias (1978). 
Foi casado com Liddy Chiaffarelli Mignone que morreu em acidente aéreo em 1962. Posteriormente, casou-se com a concertista Maria Josefina Bensoussan, tendo tido uma filha, Anete.

## Óperas de destaque
O contratador de diamantes; Ópera em três atos, com libreto de Gerolamo Borttoni, baseado em texto de Afonso Arinos, Estreia: Theatro Municipal do Rio de Janeiro, em 20 de setembro de 1924, com Giuseppe Tallien, Gilda della Rizza, Dolores Belchior, Giulio Crimi, Sigismund Zelewsky, Alexandre Antonoff, Theatro Municipal de São Paulo, 26 de setembro de 1924, com o mesmo elenco. Retomada no teatro Municipal do Rio de Janeiro, 1956, com Paulo Fortes, Márcia Sá Earp, Alfredo Colosimo, Glória Queiroz, regência Mignone.
Personagens; Felisberto Caldeira Brant; O contratador de diamantes (barítono); Dona Branca; esposa de Felisberto (mezzo-soprano); Coitinha, sobrinha de Felisberto (soprano); Dom Luiz Camacho, nobre português (tenor); José Pinto de Moraes, magistrado (barítono); Sancho de Andrade Castro e Lenções, intendente (papel mudo); Maestro Vincenzo (barítono); Sebastião Sampaio, espião (tenor); Dom Cambraia, sacerdote ( tenor).
Em 1961 foi o regente do primeiro concerto da recém fundada Orquestra da Rádio MEC, atual, Orquestra Sinfônica Nacional (OSN-UFF).
Francisco Mignone e Oscar Lorenzo Fernández foram homenageados no I Concurso Nacional Funarte de Canto Coral, em 1997, ano em que se comemorava o centenário de nascimento de ambos os compositores. O regulamento do concurso exigia a execução de obras desses compositores pelos coros participantes. Aos coros que melhor o fizessem, era concedido o Prêmio Centenário.

## Obras
- O contratador de diamantes, ópera, 1921
- Congada (de O contratador), orquestra, 1921
- L'innocente, ópera, 1928
- Seis líricas, vocal, 1932
- Maracatu de Chico rei, ballet, 1933
- Variações sobre um tema brasileiro, cello e orquestra, 1935
- Fantasias brasileiras nos.1–4, piano e orquestra, 1929-1936
- Babaloxá, orquestra, 1936
- Mizú, opereta, 1937
- Quatro líricas, vocal, 1938
- Festa das igrejas, orquestra, 1940
- Leilão, ballet, 1941
- O espantalho, ballet, 1941
- Iara, ballet, 1942
- Pousa a mão na minha testa, vocal, 1942
- Valsas de esquina nos.1–12, piano, 1938–43
- O guarda-chuva, ballet, 1953
- Valsas choros 1–12, piano, 1946–55
- Concerto para piano, 1958
- Sete Missas a Capela, coro de quatro vozes, década de 1960[6]
- Três Valsas Brasileiras,  viola e piano, 1968
- Sugestões sinfônicas, poema-ballet, 1969
- Doze Estudos, violão, 1970
- Variações em busca de um tema, orquestra, 1972
- O chalaça, ópera, 1973
- O sargento de milícias, ópera, 1978
- Quincas Berro d'Água, ballet, 1979
- Valsa brasileira nos.4–12, piano, 1979
- O Caçador de esmeraldas, ballet, 1980